# Nagyrada
Nagyrada község Zala vármegyében, a Nagykanizsai járásban, a Zalai-dombságban, a Zalaapáti-hát területén. A településen polgárőrség működik.

## Fekvése
A vármegye déli részén, a Kis-Balaton szomszédságában helyezkedik el Nagykanizsától 25, Zalaegerszegtől 50, a Zalakarosi Gyógyfürdőtől kevesebb, mint 10 kilométerre, a Galambok–Zalaapáti közt húzódó 7522-es út mentén. A legközelebbi vasútállomás Zalakomáron található (Zalakomár vasútállomás), mintegy 15 kilométerre.

## Története
A régészeti leletek azt igazolják, hogy Pribina–Kocel időszak területe ide húzódott. IX–X. századi temetőt tártak fel. Valószínű továbbra is lakott hely lehetett.
Rada község neve először a zalavári apátság Szent István korabeli (1019) alapító levelében fordul elő. Lakosai az általuk megtermett javakból tizedet fizettek, és művelték az apátság itteni földjeit. Eredetileg Rada szláv személynév. A nagy jelző Kisradától való megkülönböztetésre szolgált. (Rada: 1308, 1326, 1360, 1505)
A községnek 1526-ban már van plébánosa.
1531-ben Nádasdy Tamás 14 portáját írták össze. 1542-ben a zalavári apátságé 12 porta. Az apátság birtoklása idején tovább fejlődött a község. 1568–69-ben 39 hold szántójuk, 200 kapás szőlőjük van, némely erőd is. Megnőtt a jobbágyok és zsellérek száma. Volt ugyan 7 pusztatelek, de ismert a két halászható víz, az egyiken malom is őrölt. Vegyes gyümölcsöskertről is van tudomásuk.
Az 1500-as évekre Rada tekintélyes községgé nőtte ki magát.
1568-ban a település török hódoltsági terület, a falunak bírója és 25 jobbágytelke van. A zsellérek száma 14, az elhagyott telkeké 7.
Rada teljes pusztulása a hosszú török háború idején történt. A zalavári apátság 1596-ban jelentést tesz, hogy a község 3 éve teljesen lakatlan, jóformán csak a templom maradt meg, az is pusztuló állapotban. A határban a szőlők és szántóföldek megműveletlenek. 1599-ben viszont a lakói között öt nemest is találunk.
1655-ben Rohonczy István zalavári apát halála után a birtokot a kincstár vette át. A következő években pusztaként említik a területet. Az 1680-as években a magyar és török földesúrnak egyaránt adózik az újra betelepült helység. 1687 körül Plqauda vezetési császári csapatok égették fel Radát, mivel Kanizsa visszafoglalását készítették elő. Így lakatlan területek lettek a vár körül, amelyek megkönnyítették a sikeres ostromot. 1690 után újra kezd újraéledni a terület. A parasztok házakat építenek, újra kezdik a földeket művelni. Bár a terület nagy része erdős volt. 1700-ban adományként újra a zalavári apátság kapja. 1701-ben a jobbágyok már tiltakoznak a nagy terhek miatt. 12 jobbágynévvel találkozhatunk. Az újabb csapást az 1711-es pestisjárvány okozta, a hét gazdából négy meghalt a fertőző betegségben.
Kevés volt a földjük (1720 körül) azt is kétnyomásos rendszerben művelték meg. A talaj göröngyös, homokos volt. Elegendő legelőjük sem volt a radaiaknak, akárcsak saját szőlőjük. Tűzifával rendelkeztek, csak egymással kereskedtek. A megélhetés minden lehetőségét kihasználták. 1750-ben 12 gazda volt, egy zsellért tartottak számon. Leleményességüket mutatta, hogy 1757-ben Primen István hamuzsírt szállított Stájerországba.
1756-ban Padányi Biró Márton veszprémi püspök jelenti, hogy a település benépesült, az itt élők mind magyarok. A faluban még nincs plébánia, uradalmi és tanítói lakás sem. A községet Zalaapátiból pasztorálták. Mária Terézia urbáriumának kiadásakor 20 hold szántó volt az egész telek és 8 szekér rét, Szent György napig volt kocsmáltatási joguk, 28 résztelkes és 38 házas zsellért élt a faluban. 1770-ben 218 lelket említettek. Volt egy urasági hamuzsírfőző és földesúri malom a településen.
1771. évi népszámlálás szerint Nagyradának 308, Kisradának 157 lakója van. A növekedés oka a Bárándról, Esztergályból telepesek bevándorlása. 1771-ben római katolikus iskola működik. Kelemen József elemi fokon tanított 5 diákot. Ő egyben a hegyközségi jegyző is, amiért külön fizetést kapott. Nem volt külön iskolaépület, a tanító szobájában oktatott. 1778-ban 318 főt tartanak nyilván, ez a szám 1782-re 417-re emelkedik, de ekkor már se temploma, sem papja nem volt. A lélekszám az elkövetkezendő időben tovább nő (1802: 427, 1819: 455 és 60 ház, 1828:481, 0842: 479, 1848: 582 fő) A forradalom és szabadságharc évében az iskolában magyar nyelven folyt a tanítás, volt segédtanító is. Télen 64, nyáron 6 tanuló járt oktatásra. 1840-től volt a településen iskola.
1849-ben szembehelyezkedtek az urasággal. Erdeiben felszedték a makkot és eladták, engedély nélkül makkoltattak, a legszebb fákat kivágták. Kihasználták a kaszálókat is. Nem akartak szőlődézsmát fizetni, ezért katonaságot küldtek rájuk. A kiegyezés után élte a település a megszokott életét. A lakosság fő foglalkozása a földművelés és állattenyésztés, de csaknem valamennyien rákényszerültek arra, hogy népes családjuk számára más jövedelemforrás után is nézzenek.
1905-ben a tanulók nagy száma miatt – 1899-ben 153 diák volt – szükségessé vált a 2. tanítói állás betöltése és az iskola kibővítése. 1910-ben az írni-olvasni tudók száma 670 fő. 1925-ben római katolikus népiskola van a faluban, két tanteremben két tanító oktat. Tíz év múlva már 741-en vannak az írás és olvasás birtokában. Ugyanezen évben a nagy birtoktestek a következők: Községi Legeltetési Társulat 416 kh, Pannonhalmi Szent Benedek rend, Győrszentmárton 576 hold, a további 242 gazdaságnak 2206, A zalavári apátságnak a határban 972 hold földje van. Így érthető, hogy sokan mentek el aratónak, részes kukoricaművelést és krumplikapálást vállaltak. Több banda ment el hat hónapra munkára Somogy vármegyébe. Mindig volt rideg gulyájuk, és jelentős volt a sertéstartás is. A gazdák nagy részének volt egy kis szőlője, de nem termeltek olyan jó bort, mint a közeli településeken.

## Közélete

### Polgármesterei
- 1990–1994: Eckmann Pál (FKgP)[5]
- 1994–1998: Eckmann Pál (független)[6]
- 1998–2002: Kiss János (független)[7]
- 2002–2004: Kozári Margit (független)[8]
- 2004–2006: Kiss János (független)[9]
- 2006–2010: Kiss János (független)[10]
- 2010–2014: Zsiga Zsolt (független)[11]
- 2014–2019: Zsiga Zsolt (független)[12]
- 2019–2024: Tulok Ferenc (független)[13]
- 2024– : Tulok Ferenc (független)[1]

A településen 2004. november 7-én időközi polgármester-választást (és képviselő-testületi választást) tartottak, az előző képviselő-testület önfeloszlatása miatt. A választáson az addigi faluvezető is elindult, de alulmaradt egyetlen kihívójával szemben.

## Gazdaság
- Halászat
- Szőlőtermesztés
- Borászat

## Népesség
A település népességének változása:
| Lakosok száma | 465  | 466  | 472  | 448  | 425  | 425  | 425  |
|               | 2013 | 2014 | 2015 | 2021 | 2022 | 2023 | 2024 |

A 2011-es népszámlálás idején a nemzetiségi megoszlás a következő volt: magyar 84,6%, cigány 10%, német 4,2%. A lakosok 90,67%-a római katolikusnak, 1,5% reformátusnak, 1,5% evangélikusnak, 2% felekezeten kívülinek vallotta magát (3,77% nem nyilatkozott).
2022-ben a lakosság 85,2%-a vallotta magát magyarnak, 9,2% cigánynak, 0,9% németnek, 0,5% horvátnak, 4,2% egyéb, nem hazai nemzetiségűnek (13,6% nem nyilatkozott; a kettős identitások miatt a végösszeg nagyobb lehet 100%-nál). Vallásuk szerint 44,2% volt római katolikus, 1,4% református, 0,2% izraelita, 2,1% egyéb keresztény, 1,9% egyéb katolikus, 5,9% felekezeten kívüli (44,2% nem válaszolt).

## Nevezetességei
- Templomát neogótikus stílusban 1890 és 1892 között építtette Vaszary Kolos pannonhalmi főapát, majd hercegprímás. Tervezője Czigler Győző volt.[17][18]
- Kis-Balaton

## Érdekességek
A település nevét, és feltehetőleg a középkorban (Nagy Lajos király 1350-es nápolyi hadjárata után) itt létesített egykori katonai kórház (ispotály), illetve az ott gyógykezelt szifiliszes katonák emlékét őrzi a radai rosseb kifejezés. Más feltételezések szerint a név egy későbbi (a települést 1711-ben sújtó) pestisjárványra  utal.